# Sergio Micco
Sergio Aurelio Micco Aguayo (Osorno, 12 de noviembre de 1963) es un abogado, político y académico chileno. Entre 2019 y 2022 se desempeñó como director del Instituto Nacional de Derechos Humanos (INDH) de su país.

## Biografía
Es hijo del médico cirujano Sergio Micco Garay y de la enfermera Eva Aguayo Yáñez. Es hermano del economista Alejandro Micco, subsecretario de Hacienda durante el segundo gobierno de Michelle Bachelet.
Estudió derecho y obtuvo el título de abogado en la Universidad de Concepción, donde fue presidente de su Federación de Estudiantes el período 1985-1986. Tiene un doctorado en Filosofía de la Universidad de Chile y magíster en Ciencia Política de la Pontificia Universidad Católica de Chile.
Es profesor en el Instituto de Asuntos Públicos y en la Facultad de Economía y Negocios de la Universidad de Chile, y dicta cátedras en la Facultad de Derecho de la misma universidad. Ha sido académico en la Universidad de Stanford sede para América Latina, en la Pontificia Universidad Católica de Chile, en la Universidad de Talca y en la Universidad Alberto Hurtado.

## Carrera pública
Fue militante del Partido Demócrata Cristiano (PDC). En 1986 participó de la Asamblea de la Civilidad. Fue director ejecutivo del think tank Centro de Estudios para el Desarrollo (CED), entre 1997 y 2005 y en 2008. En 2014 fue elegido consejero del Instituto Nacional de Derechos Humanos (INDH), y en julio de 2019 asumió como su director en reemplazo de la socialista Consuelo Contreras.
Como director del INDH le tocó enfrentar las denuncias de violaciones de derechos humanos ocurridas durante el estallido social, su actuación frente a estas derivó en diversas críticas desde sectores de la izquierda y centroizquierda chilena. También durante su gestión, desde julio a octubre de 2021, se realizó la toma de la sede central del organismo por parte de la Asamblea Coordinadora de Estudiantes Secundarios (Aces), quienes exigían la liberación de los denominados «presos de la revuelta» y criticaban el rol del organismo en la correcta investigación sobre violaciones de derechos humanos en el contexto del estallido social.
Tras el cambio de una parte del consejo del Instituto Nacional de Derechos Humanos y tras la petición de 5 consejeros, renunció a su cargo de director por haber perdido la confianza de la instancia. Su renuncia se hizo efectiva el 18 de julio, a 11 días de finalizar su período.

## Historial electoral

### Elecciones parlamentarias 2005
- Elecciones parlamentarias de 2005, candidato a diputado por el Distrito N.°43 (Talcahuano).[10]

| Candidato                    | Pacto                    | Partido | Votos  | %     | Resultado |
| ---------------------------- | ------------------------ | ------- | ------ | ----- | --------- |
| Jorge Ulloa Aguillon         | Alianza                  | UDI     | 31 265 | 28,55 | Diputado  |
| Raúl Súnico Galdames         | Concertación Democrática | PS      | 29 833 | 27,25 | Diputado  |
| Sergio Micco Aguayo          | Concertación Democrática | PDC     | 25 073 | 22,90 |           |
| Frank Sauerbaum Muñoz        | Alianza                  | RN      | 7 242  | 6,61  |           |
| Alejandro Sepúlveda Carrasco | Juntos Podemos Más       | PCCh    | 3 505  | 3,20  |           |
| Patricia Beltrán Silva       | Juntos Podemos Más       | PH      | 1 680  | 1,53  |           |

## Libros publicados
- La política sin los intelectuales
- Todos quisimos ser héroes[11]
- Anunciaron tu muerte
- ¿Abandonar el presidencialismo?